# Dưới bóng cây hạnh phúc
Dưới bóng cây hạnh phúc là một bộ phim truyền hình được thực hiện bởi Trung tâm Phim truyền hình Việt Nam, Đài Truyền hình Việt Nam do Vũ Trường Khoa làm đạo diễn. Phim phát sóng vào lúc 21h00 từ thứ 2 đến thứ 6 hàng tuần bắt đầu từ ngày 12 tháng 1 năm 2023 và kết thúc vào ngày 29 tháng 3 năm 2023 trên kênh VTV1.

## Nội dung
Dưới bóng cây hạnh phúc kể về cuộc đời làm dâu của Son - người phụ nữ chọn việc chăm lo gia đình nhà chồng là sự nghiệp quan trọng nhất của mình. Trong gia đình chồng có một người anh cả là Tố từng bị vợ bỏ, tính tình khó ưa và hận đàn bà; có cặp vợ chồng em út Danh - Tuyết là những người trẻ mê lối sống phù phiếm nhưng năng lực giới hạn. Còn Đạ - chồng Son là người luôn chỉ biết hưởng thụ những gì vợ cố vun vén. Tất cả họ đều chịu sự tác động của người cha - ông Công, người đàn ông gia trưởng khiến gia đình luôn gặp những rắc rối.

## Diễn viên

### Diễn viên chính
- Nguyễn Kim Oanh trong vai Nguyễn Thị Son
- Mạnh Hưng trong vai Trần Thành Đạt
- Bùi Như Lai trong vai Tố
- Hoàng Anh Vũ trong vai Danh
- Kiều My trong vai Tuyết
- Quốc Trị trong vai Ông Công
- Mạnh Cường trong vai Ông Huấn
- Thạch Thu Huyền trong vai Nhài
- Lương Thanh trong vai Tơ (Vương)

### Diễn viên phụ
- Công Lý trong vai Bố Tơ
- Ngọc Thoa trong vai Mẹ Ông Mạnh
- Đức Hùng trong vai Ông Ninh
- Phú Thăng trong vai Bố Son
- Thiên Kiều trong vai Mẹ Son
- Xuân Trường trong vai Ông Mạnh
- Thái Sơn trong vai Tú
- Nguyễn Mạnh Cường trong vai Quyết
- Đậu Hồng Phúc trong vai Thúy
- Vương Trọng Trí trong vai Tiến
- Vũ Việt Hoa trong vai Thu Hồng
- Nguyễn Huyền Trang trong vai Diễm Hương
- Đào Hoàng Yến trong vai Mẹ Tuyết
- Bùi Vũ Phong trong vai Cá Heo
- Trịnh Huyền trong vai Loan
- Trần Tài trong vai Lợi
- Cù Thị Trà trong vai Lan
- Trần Bảo Nam trong vai Sóc

Cùng một số diễn viên khác…

## Nhạc phim
Bài hát trong phim là ca khúc "Hạnh phúc vụt qua" do Lê Anh Dũng sáng tác và Mai Diệu Ly thể hiện.

## Thay đổi lịch phát sóng
- Hoãn phát sóng vào ngày 17 tháng 1 để nhường sóng cho chương trình THTT Hiệp định Paris - Khát vọng hòa bình, nên tập 4 phát sóng vào ngày 18 tháng 1.
- Hoãn 6 tập từ ngày 20 - 27 tháng 1 năm 2023 để phát sóng các chương trình dịp Tết Nguyên Đán Quý Mão, nên tập 6 phát sóng vào ngày 30 tháng 1.
- Hoãn phát sóng vào ngày 3 tháng 2 để nhường sóng cho chương trình THTT Lễ trao giải báo chí toàn quốc về Xây dựng Đảng (Giải Búa liềm Vàng) lần thứ VII - năm 2022, nên tập 10 phát sóng vào ngày 6 tháng 2.
- Hoãn phát sóng vào ngày 28 tháng 2 để nhường sóng cho chương trình nghệ thuật kỷ niệm 80 năm ra đời Đề cương về văn hóa Việt Nam, nên tập 26 phát sóng vào ngày 1 tháng 3.
- Hoãn phát sóng vào ngày 10 tháng 3 để nhường sóng cho chương trình THTT Khai mạc Lễ hội cà phê Buôn Ma Thuột lần thứ 8 năm 2023, nên tập 33 phát sóng vào ngày 13 tháng 3.